# TVE Internacional
TVE Internacional è un canale televisivo spagnolo appartenente a Televisión Española.
Trasmette in chiaro via satellite e la sua programmazione è costituita da programmi di informazione e intrattenimento destinati all'estero. È nato nel 1990.
Dal 1991 il suo segnale è differenziato per continenti: attualmente Europa/Africa, Asia/Oceania e tre segnali distinti per l'America.